# Oliver Camps
Oliver Camps, né en avril 1931 et mort le 1er janvier 2019 à Port-d’Espagne, est un président de la Fédération de Trinité-et-Tobago de football, un sélectionneur de l’équipe de Trinité-et-Tobago de football et un président de Maritime General Insurance Company Limited.  

## Biographie
Oliver Camps est né en avril 1931.
Il est sélectionneur de l’équipe de Trinité-et-Tobago de football lors du championnat de la CONCACAF 1973 puis lors du championnat de la CONCACAF 1989.
Il est président de la Fédération de Trinité-et-Tobago de football de 1992,, à octobre 2011,.
Le 26 octobre 2011, Oliver Camps et plusieurs autres dirigeants de l'Union caribéenne de football sont visés par une enquête ouverte par la Commission d'éthique de la Fédération internationale de football association,.
Oliver Camps meurt le 1er janvier 2019.
Les funérailles, catholiques, ont lieu dans l’église Saint-Finbar de Diego Martín le 7 janvier 2019.